# ADN-ligasa
En biologia molecular, l'ADN-ligasa o DNA-ligasa és un tipus especial de ligasa (Nombre EC 6.5.1.1) que pot unir dues cadenes d'ADN que han estat doblement trencades (un trencament a les dues cadenes complementàries d'ADN). Si el trencament es produeix només en una de les dues cadenes, aquest és fixat per un tipus especial d'ADN-ligasa utilitzant la cadena complementària com a plantilla, tot i així, també cal una ADN-ligasa per crear l'enllaç fosfodièster final i completar així la reparació de l'ADN.
L'ADN-ligasa té aplicacions tant a la reparació de l'ADN com a la replicació de l'ADN (vegeu Ligases en mamífers). A més a més, l'ADN-ligasa té un ús extensiu en els laboratoris de biologia molecular per als experiments que es realitzen en recombinació genètica (vegeu Aplicacions en recerca de biologia molecular).

## Mecanisme de funcionament
El mecanisme de l'ADN-ligasa consisteix a formar dos enllaços fosfodiéster covalent entre els finals hidroxil 3’ d'un nucleòtid i el fosfat final de l'extrem 5’ d'un altre nucleòtid. Cal ATP perquè es pugui produir la reacció de la ligasa. A continuació es mostra un exemple gràfic de com funciona una ligasa:
La ligasa funciona també amb terminacions afeblides (blunt ends), tot i que, perquè es pugui produir, es necessiten concentracions més elevades d'enzim i unes condicions diferents perquè es doni la reacció.

## Ligases en mamífers
En mamífers, hi ha quatre tipus específics de ligases:
- ADN-ligasa I: lliga la cadena naixent d'ADN de la cadena retardada després que l'ADN polimerasa hagi eliminat el RNA primari dels Fragments d'Okazaki.
- ADN-ligasa II: forma alternativa (gràcies al “splicing”) de l'ADN-ligasa III que es troba en cèl·lules no-mitòtiques.
- ADN-ligasa III: complexos que contenen la proteïna de reparació XRCC1 per ajudar a reparar les mutacions d'excisió de base i els fragments recombinants.
- ADN-ligasa IV: complexos amb XRCC4. Catalitza el pas final en la reparació de la unió no-homòloga de les terminacions dels trencaments produïts a les cadenes dobles d'ADN. També és requerit en la recombinació V(D)J, un procés que genera diversitat en immunoglobulines i receptors de cèl·lula T mentre es desenvolupa el sistema immunitari.

Algunes formes d'ADN-ligasa presents en bacteris (generalment grans) poden requerir NAD com a cofactor mentre que altres formes d'ADN-ligases (normalment presents en Escherichia coli i generalment petites) poden requerir ATP per a reaccionar. D'altra banda, hi ha d'altres estructures presents a l'ADN-ligasa que són les AMP i la lisina; ambdues són ambdues importants en el procés de lligadura, ja que creen un enzim intermedi.

## Aplicacions en recerca de biologia molecular
Les ADN-ligases han esdevingut una eina essencial en la recerca moderna de biologia molecular per generar les seqüències d'ADN recombinades. Per exemple, les ADN-ligases són utilitzades amb enzims de restricció per introduir fragments d'ADN, sovint gens, dins els plasmidis.
Un aspecte vital, i a vegades delicat, per aconseguir uns experiments de recombinació satisfactoris que incloguin la lligadura de fragments de terminacions cohesives és controlar la temperatura òptima. En la majoria dels experiments s'utilitza ADN-ligasa T4 (aïllada del bacteriòfag T4), que es presenta més activa a 25 °C. Tot i així, per tal d'aconseguir lligadures satisfactòries amb fragments finals cohesius ("terminacions enganxades"), la temperatura òptima de l'enzim necessita ser equilibrada amb la temperatura de fusió Tf (també amb la temperatura d'anellament) dels fragments d'ADN per tal que pugiun ser lligats. Si la temperatura ambient és massa elevada Tm, no es produirà un aparellament homogeni de les terminacions amb tendència a enganxar-se a causa de l'elevada temperatura, que afecta els enllaços d'hidrogen. Com més curt sigui l'ADN, menor haurà de ser la Tf.
Com que els fragments d'ADN no tenen terminacions cohesives per anellar, esdevé menys important el fet de controlar la temperatura òptima. Le temperatura més eficient de lligadura serà la temperatura en la qual l'ADN-ligasa T4 funcioni de manera òptima (l'ADN-ligasa T4 és l'única ADN-ligasa que està disponible comercialment per anellar les terminacions afeblides). Per tant, la majoria d'unions de terminacions afeblides són portades a terme a 20-25 °C.
Les ADN-ligases que són comercialment comunes, van ser descobertes originalment en el bacteriòfag T4, l'E. coli i altres bacteris.

## Altres articles relacionats
- Replicació de l'ADN
- Fragment d'Okazaki
- ADN polimerasa
- Fragment d'Okazaki